# Casamassima
Casamassima (Casamàsseme in dialetto locale) è un comune italiano di 19 142 abitanti della città metropolitana di Bari in Puglia.

## Geografia fisica
Casamassima si trova ai piedi delle Murge con un'altitudine media di 230 metri. Il punto più alto del comune si trova presso la zona, in dialetto casamassimese, della "Vì d Caldaral" mentre quella più bassa è la zona nei pressi di via Conversano e quella adiacente alla zona commerciale. Il territorio è caratterizzato da terreni molto fertili e dalla presenza di Lama San Giorgio che scorre presso il Bosco di Marced.
Casamassima confina con i comuni di Turi, Adelfia, Sammichele di Bari, Acquaviva delle Fonti, Noicattaro, Valenzano, Capurso, Cellamare e Rutigliano

## Origini del nome
Il borgo fu forse fondato da Quinto Fabio Massimo detto il Temporeggiatore durante le guerre puniche ma rimane comunque molto probabile si trattasse di un generale appartenente alla famiglia romana Massimi. Il suo nucleo primitivo fu quindi romano ed il nome deriverebbe da questa sua origine: un "accampamento dei Massimo". Potrebbe anche significare "casa più grande".

## Storia

### Dalla fondazione al Medioevo
Fondata in epoca romana, il più antico documento ufficiale che riguarda Casamassima pervenutoci è di poco successivo ai placiti cassinesi, che sono datati tra il 960 e il 963. Riguarda un morgengabio, che secondo l'antica usanza longobarda precisava la parte dei beni che il marito donava alla propria sposa il giorno dopo la prima notte di nozze.

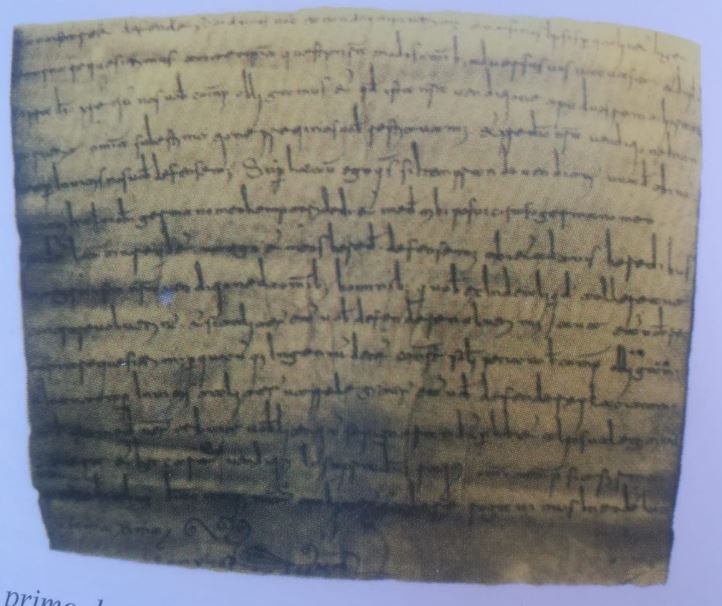
Morgengabio di Casamassima.

«Nel 962, in Casamassima, Sikeprando ed Eregarda, coniugi, vendono a Kalolohanne un pezzo di vigneto pel prezzo di cinque soldi costantini, la donna cum consensu e voluntate di suo fratello Garzanito e del parente Kolahure vende la quarta parte del suo morgincap.»
Il documento, conservato nell'archivio della cattedrale di San Sabino, a Bari, è una delle poche tracce esistenti che attesti la presenza di Casamassima come comunità ben organizzata alla fine del X secolo.
Casamassima visse per secoli sotto molte signorie pugliesi, costantemente alle dipendenze dei feudi di paesi confinanti come Conversano e Acquaviva delle Fonti, per poi accrescere la sua importanza. Testimonianza di questo periodo è il castello presente nel centro storico di Casamassima.
Il borgo antico è medievale, sviluppatosi a partire dal VIII secolo attorno ad una torre normanna che si è poi ampliata, trasformandosi in un castello.

#### Attacco di Luigi il Grande
Nel 1347 Luigi I il Grande, re d'Ungheria, in seguito all'uccisione del fratello Andrea (avvenuta il 18 settembre 1345 ad Aversa) consorte della regina di Napoli Giovanna I, scese a Napoli con un forte esercito. Giovanna I, malgrado il sostegno di papa Clemente VI, da Napoli fuggì in Provenza. In provincia di Bari il maggior sostenitore della regina Giovanna fu Pipino, conte palatino di Altamura, ma non ebbe successo contro l'esercito ungherese che conquistò tutti i territori dove arrivava. Bari, Palo del Colle e Corato opposero una forte resistenza a Luigi I mentre Rutigliano e Casamassima iniziarono ad organizzarsi pure loro per opporsi.
Rutigliano però dopo un'iniziale resistenza si arrese, e fu quindi attaccata Casamassima. Questa, confidando nella struttura fortificata del campanile, si preparò all'attacco degli assalitori. Vennero protette le donne, assieme ai bambini, portandole nella chiesa maggiore assieme alle suppellettili ed agli oggetti preziosi, e gli uomini si preparano alla battaglia. Luigi I fece requisire tutto il bestiame che non era stato portato tra le mura ed iniziò l'assalto. Le truppe addestrate ebbero la meglio sui difensori, uccidendo, rubando e incendiando ogni cosa. Dopo un'iniziale resistenza anche l'edificio della chiesa venne espugnato («fu il diavolo che, maestro qual egli è di tutte le maligne intraprese, suggerì a taluni Lombardi di spedire distaccamenti nel bosco dei dintorni per raccogliere legna, fascine e stoppie e portarli in paese accatastandole sotto la chiesa.»).
Le fiamme avvolsero il campanile per due giorni e due notti e le sue pietre, sotto l'effetto del calore, cominciarono a sbriciolarsi. Tutto crollò trasformando la zona in una montagna di macerie e di uomini.

### Dal XVI al XIX secolo
Nel 1609 il feudo, prima appartenuto alla famiglia Acquaviva, venne acquistato dalla famiglia portoghese di origini ebraiche dei Vaaz.
Nel 1658 a Bari si ebbe una epidemia di peste, probabilmente portata dai marinai di una nave arrivata nel porto, e in breve tempo oltre 20 000 abitanti del capoluogo vennero contagiati e morirono. Il duca Odoardo Vaaz, a Casamassima, ordinò con un'ordinanza la tinteggiatura del caseggiato, dei monumenti e delle chiese aggiungendo il colore azzurro alla calce viva, probabilmente solfato di rame. La peste fu così allontanata dal paese e in seguito venne edificata una chiesetta, dedicata alla Madonna di Costantinopoli, in segno di ringraziamento e per onorare un voto del duca.
Nel 1667 venne poi ceduto alla famiglia napoletana dei D'Aponte.

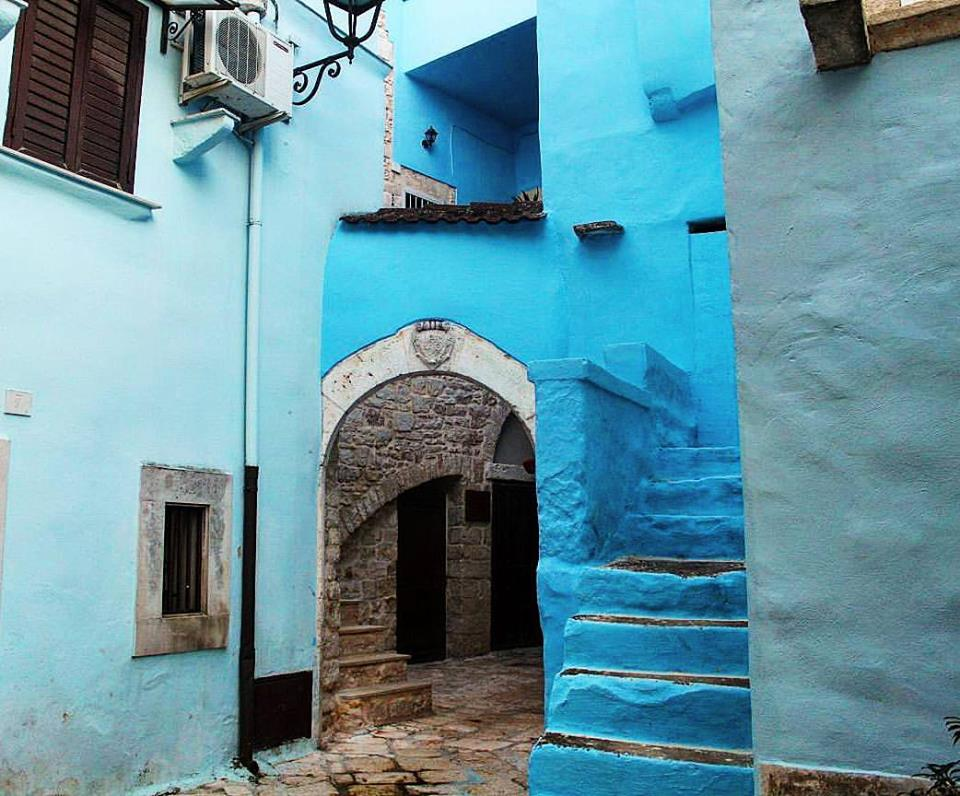
Chiasso Bongustai, il Paese Azzurro

### Il paese azzurro
In seguito si sovrapposero varie leggende sull'origine dell'azzurro, ed una di queste narra come il borgo antico diventò tutto azzurro solo dopo aver superato il pericolo del contagio e per onorare il voto fatto dal signore di Casamassima Michele Vaaz alla Madonna, che aveva preservato il borgo dall'epidemia mortale che si era diffusa in tutto il territorio. Per riconoscenza il duca Vaaz avrebbe ordinato di dipingere il caseggiato a calce viva aggiungendo il colore azzurro del manto della Madonna, oggi raffigurata sotto l'arco di via Santa Chiara.
Una ricerca condotta dalla Soprintendenza dei Beni Culturali, in collaborazione con l'Università di Bari e l'amministrazione locale, ha analizzato gli strati di tinteggiatura azzurra presenti in alcuni edifici storici del comune. I risultati hanno rivelato che la tinteggiatura è composta da diverse stratificazioni, tra cui il blu oltremare e il blu Maya, con l'introduzione successiva dell'azzurro attuale. Il blu oltremare, lo strato più antico, fu introdotto nel 1828, mentre le altre stratificazioni pittoriche risultano databili a periodi successivi al XIX secolo.
Attualmente, l'amministrazione locale, in collaborazione con la Pro Loco, sta promuovendo la valorizzazione di questo caratteristico "paese azzurro" come parte di un'iniziativa per aumentare l'attrattività turistica del comune. 

### Dal XX secolo
Negli anni 60 il pittore milanese Vittorio Viviani vedendo Casamassima rimase colpito dalla sua caratteristica unica e iniziò a dipingere utilizzando il borgo come ambientazione per le sue tele e definì Casamassima "Il Paese Azzurro". Le stratificazioni di calce azzurra sugli edifici antichi testimoniano il passato unico del paese, che a differenza dei tipici centri abitati pugliesi bianchi mostre le tonalità cromatiche dell'azzurro.
Fino agli anni ottanta, il comune ebbe principalmente vocazione agricola poi seguì un periodo di nuova urbanizzazione ed iniziò il recupero del centro storico.
La cittadina è oggi identificata anche con l'appellativo di "paese azzurro" ed aderisce al club dei Borghi Autentici d'Italia.

### Simboli
Lo stemma e il gonfalone sono stati approvati dal Comune con gli atti n. 58 e 59 dell'11 agosto 1932 e  riconosciuti ufficialmente dallo Stato con DCG del 28 gennaio 1936.
Lo stemma è stato successivamente modificato con D.L.L. n. 313 del 26 ottobre 1944 (Soppressione del fascio littorio dallo stemma).
Lo stemma antico è visibile in piazza del Popolo, scolpito su una lastra di pietra sul fabbricato dell'antica Casa comunale. 
Il gonfalone è un drappo di seta di azzurro delle dimensioni di m 1,10 di larghezza, m 1,87 di lunghezza nella parte centrale e m 1,58 nelle parti laterali, riccamente ornato di ricami e frange dorati.

## Monumenti e luoghi d'interesse

### Architetture religiose
Monastero di Santa Chiara.

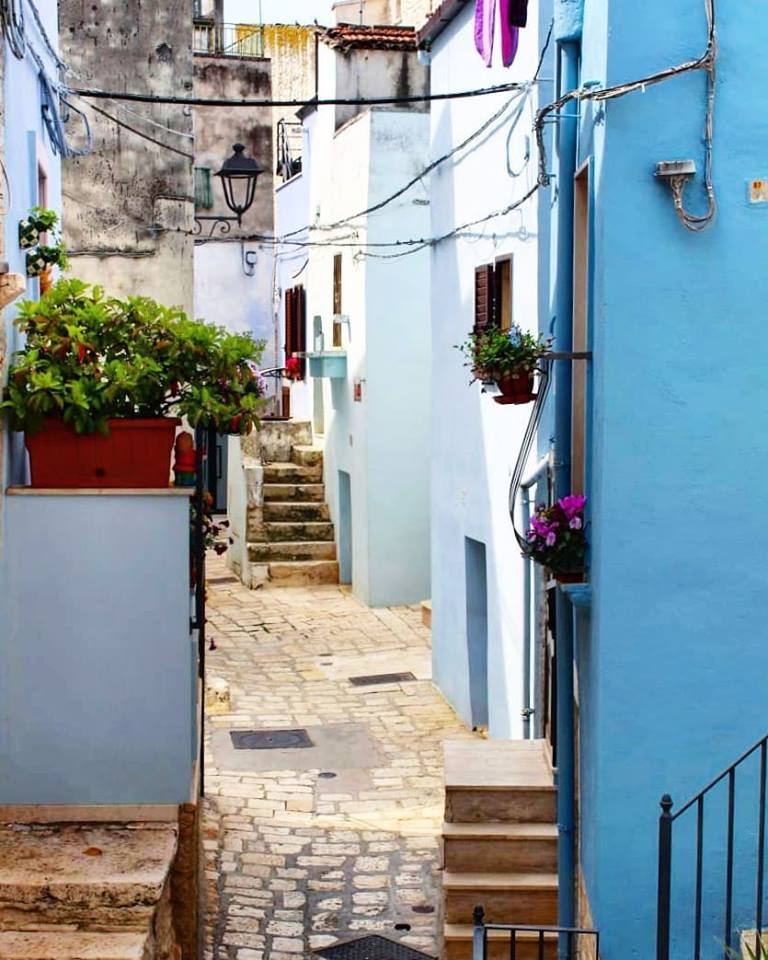
Via Paliodoro

Il monastero è il più imponente edificio del centro storico e fu fondato nel 1573 da Antonio Acquaviva d'Aragona con denaro della sorella Donna Dorotea. Costruito come orfanotrofio, un secolo dopo (1600) diventa monastero delle Clarisse. Nel corso degli anni ha subito varie modifiche e trasformazioni: dopo l'Unità d'Italia fu soppresso e adibito, nel tempo, a carcere, scuola, cine-teatro e abitazione. Il prospetto su via Scesciola presenta un bugnato a piano terra, un lungo belvedere di coronamento con le grate in ferro. All'interno del chiostro si possono osservare due lati con archi su pilastri a bugne e al centro una cisterna sopraelevata.
Chiesa Matrice di Santa Croce
Edificata su di un'altra dei secoli XII-XIII, ha una struttura muraria a conci levigati e regolari. Addossato alla chiesa troviamo il campanile in conci di pietra regolari, di due piani diviso da cornici ornate. Il primo piano ha bifore con archetti girati sui capitelli, inclusi in un arco superiore posato su mensole. Al secondo piano vi è un loggiato con parapetto forato a scacchiera. È costituita internamente da tre ampie navate con cappelle, in cui, tra le tante opere di notevole interesse, vi sono una fonte battesimale del 1200 e la statua di San Rocco, protettore della città.
Complesso delle Monacelle.

Frutto di un adattamento di un ex-palazzo appartenente ad un'importante famiglia del luogo: la famiglia De Bellis. L'ultimo proprietario, Don Domenico Console, acquistò il palazzo e lo fece diventare un orfanotrofio dove fu data educazione civile e religiosa a giovani fanciulle. All'interno dell'orfanotrofio fu istituito un Conservatorio musicale femminile, uno dei più importanti della provincia e molto apprezzato dal Regno di Napoli. Dopo l'unità d'Italia fu adibito a caserma di Carabinieri, albergo e a scuola elementare, compromettendo l'originale tessuto dell'immobile. Viene usato come sede di alcuni uffici comunali e di una ricca biblioteca con aule studio, aule informatiche, un dotato auditorium e una pinacoteca appartenente alla Fondazione Don Sante Montanaro, oltre alla presenza dell'eco-museo del SAC Pecutezia.

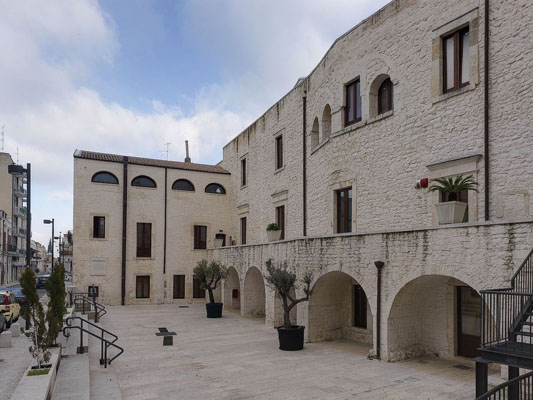
Palazzo Monacelle, sede della biblioteca comunale ed ex palazzo De Bellis. Ingresso da via Roma.

Auditorium dell'Addolorata.

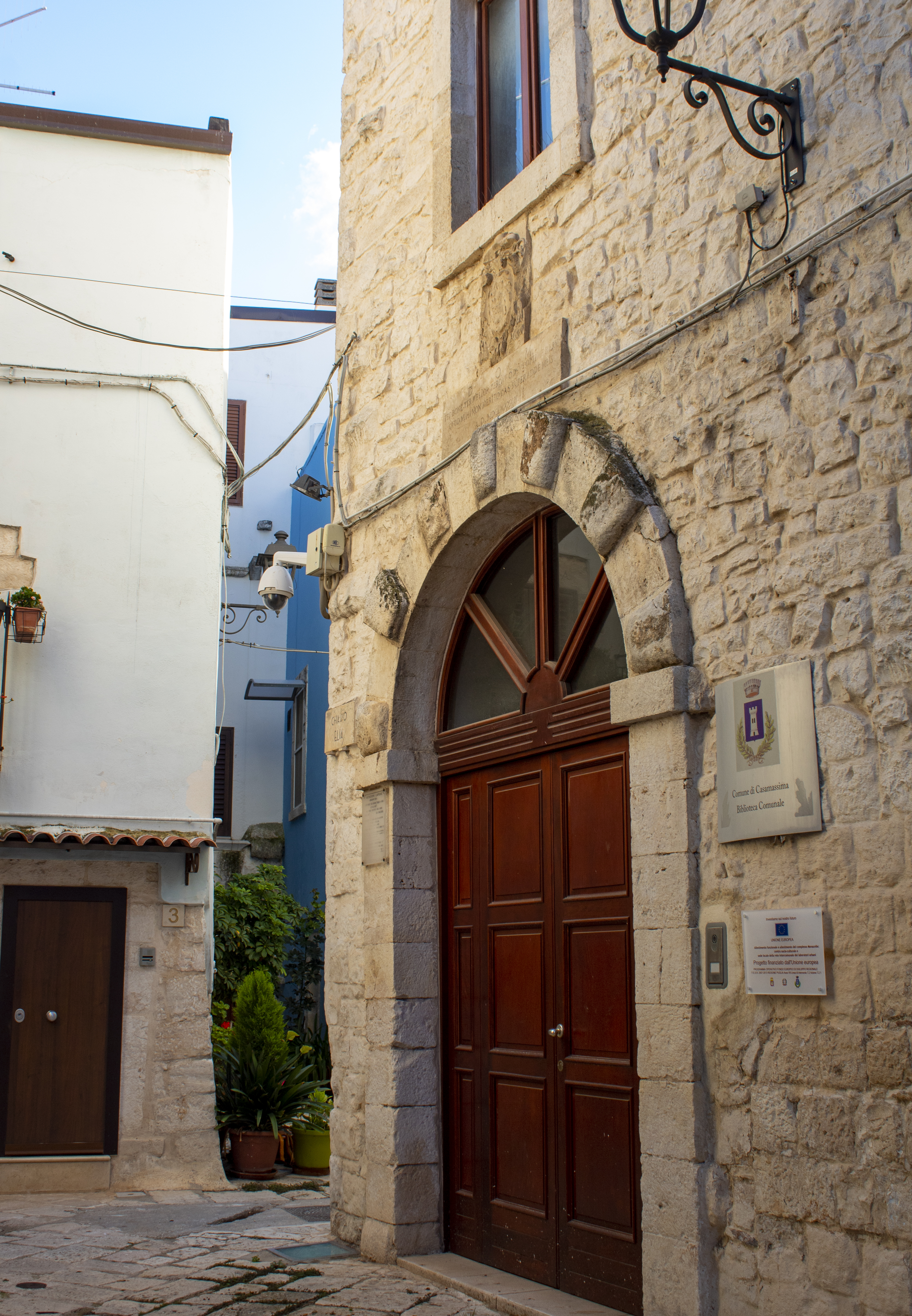
Palazzo Monacelle. Ingresso dal Borgo Antico

Ex chiesa del 1800 in stile barocco, costruita da don Domenico Console ed annessa al Conservatorio delle Monacelle. Oggi è un auditorium molto frequentato per convegni, presentazioni e concerti. Ha un bellissimo campanile con cuspide a cipolla.
Chiesa del Purgatorio.

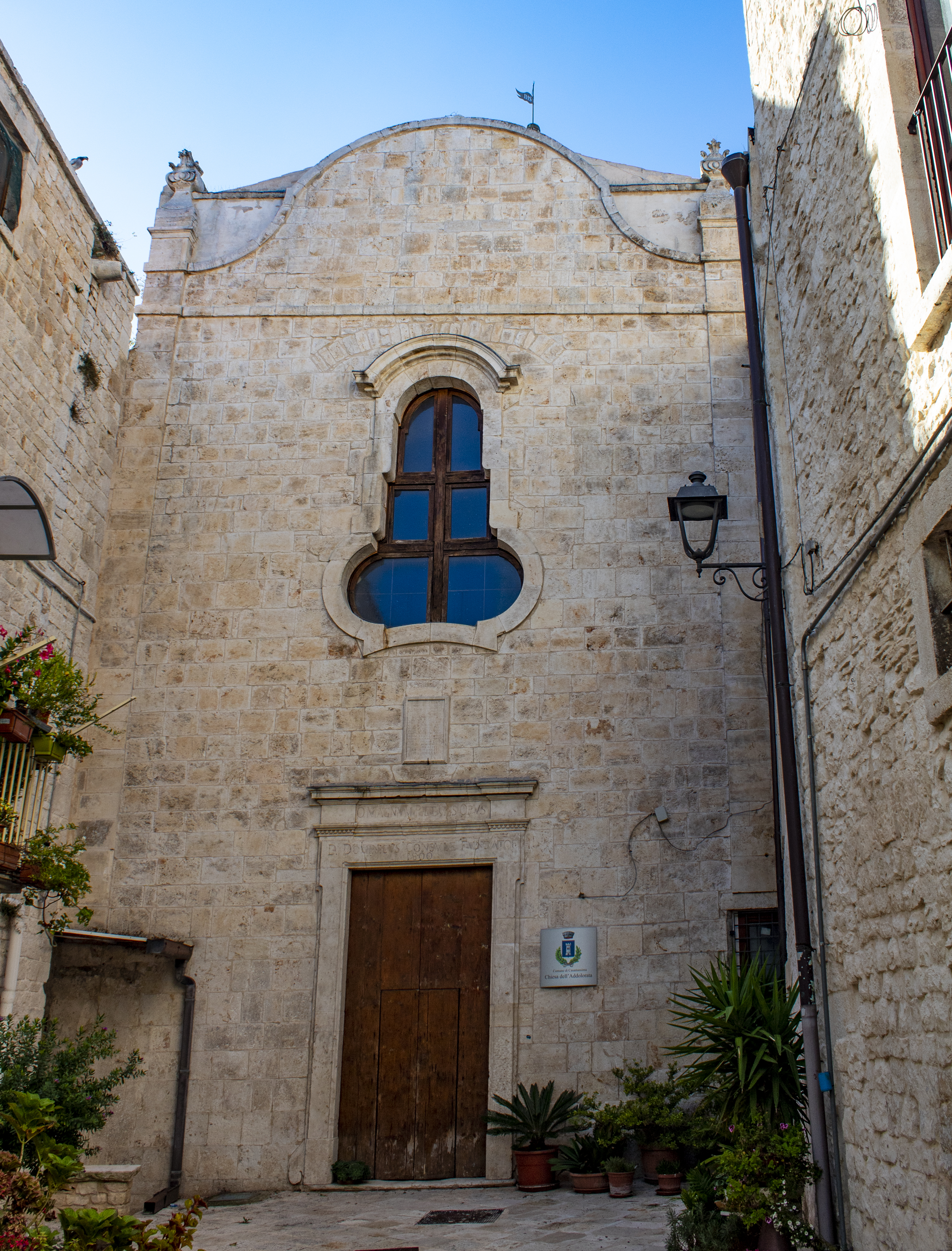
Auditorium Chiesa dell'Addolorata

Edificio di stile barocco, con un imponente campanile, edificato tra il 1722 e il 1758 nella centralissima piazza Aldo Moro. È sopra elevata rispetto al piano stradale e presenta un ampio sagrato, è ad un'unica navata con numerose cappelle all'interno. Ospita la Confraternita del Purgatorio e la statua della Madonna del Carmine, patrona della città.
Abbazia di San Lorenzo
In tutta la Puglia, durante i secoli X e XI sorsero alcune abbazie di monaci, una delle quali fu quella di San Lorenzo a Casamassima. Dai documenti che si conservano nell'archivio della basilica di San Nicola di Bari si evince che il piccolo convento ebbe origine prima del 984 d.C. come centro benedettino. Purtroppo oggi resta solo la chiesa, ubicata a circa 2500 metri da Casamassima, sulla via per Turi, in una caratteristica lama.
Rappresenta un pregevole esempio di architettura sacra rurale con affreschi. La costruzione è a grossi conci di pietra e la copertura è costituita da un tetto a doppia falda con tegole di terracotta. La facciata principale presenta una piccola porta con stipiti sagomati sulle quali sporge un protiro con una nicchia e un campaniletto a vela.
Nella parte posteriore sorge una piccola abside semicircolare che crea un'alternanza ritmica di volumi, con un'altra più sporgente sulla sinistra. La volta interna è a botte.

### Architetture civili
Porta Orologio
Porta Orologio, in piazza Aldo Moro, è il principale accesso al Borgo. Una volta era costituita dalla sola parte inferiore denominata Porta dei Molini, perché conduceva ai mulini del Duca.
Nel 1841 fu ampliata su progetto dell'architetto Angelo Michele Pesce con la costruzione della torre con l'orologio, sormontata da un tempietto a colonnine doriche. Sotto l'arco un affresco settecentesco della Madonna del Soccorso.
Nella stessa piazza si trovano anche la chiesa del Purgatorio, una delle chiese più importanti del paese insieme alla chiesa madre (che si trova invece in pieno centro storico) e un monumento alla Vittoria. Nel centro storico, oltre alla già citata chiesa madre, c'è il "castello" (in realtà un palazzo nobiliare), l'ex orfanotrofio Addolorata (detto anche Monacelle), l'ex convento di Santa Chiara. Altro luogo degno di nota di Casamassima è il cimitero militare polacco di Casamassima, visibile dalla S.S.100 Bari-Taranto.
Palazzo Amenduni
Il palazzo si trova nei pressi di via Castello e rappresenta uno dei più grandi, imponenti ed importanti palazzi del borgo antico di Casamassima. È un edificio seicentesco, simile ad un fortilizio, con una piccola terrazza che affaccia su via Castello ed una più lunga sul prospetto posteriore con un ampio giardino. Il portale principale è sovrastato da un balcone (più specificatamente un mugnano) settecentesco, sulla chiave dell'arco vi + lo stemma della famiglia di nobili Amenduni.
Palazzo Ducale Vaaz
È una delle attrattive più importanti del borgo, anch'esso testimone delle "tracce d'azzurro" sulle facciate, che conserva tutt'oggi l'impianto originario. Edificato nel 1100, è stata un'antica dimora padronale, residenza dei feudatari Vaaz, famiglia ebrea di origine portoghese. Durante gli anni, fino al 1800, risiedettero gli Acquaviva d'Aragona, i De Ponte e i Caracciolo. L'accesso è caratterizzato da un prezioso e raffinato portale cinquecentesco, con il tradizionale bugnato a punta di diamante del XVI secolo d’ispirazione spagnola.
Palazzo Monacelle
Situato nell'attuale via Roma, ex Palazzo De Bellis. Venne adattato a Convento Monacelle quando l'ultimo proprietario lo donò all'Orfanotrofio dell'Addolorata. Il nome "Monacelle" deriva dall'abbigliamento delle giovani donne disagiate che qui furono accolte ed ospitate per toglierle dalle strade.

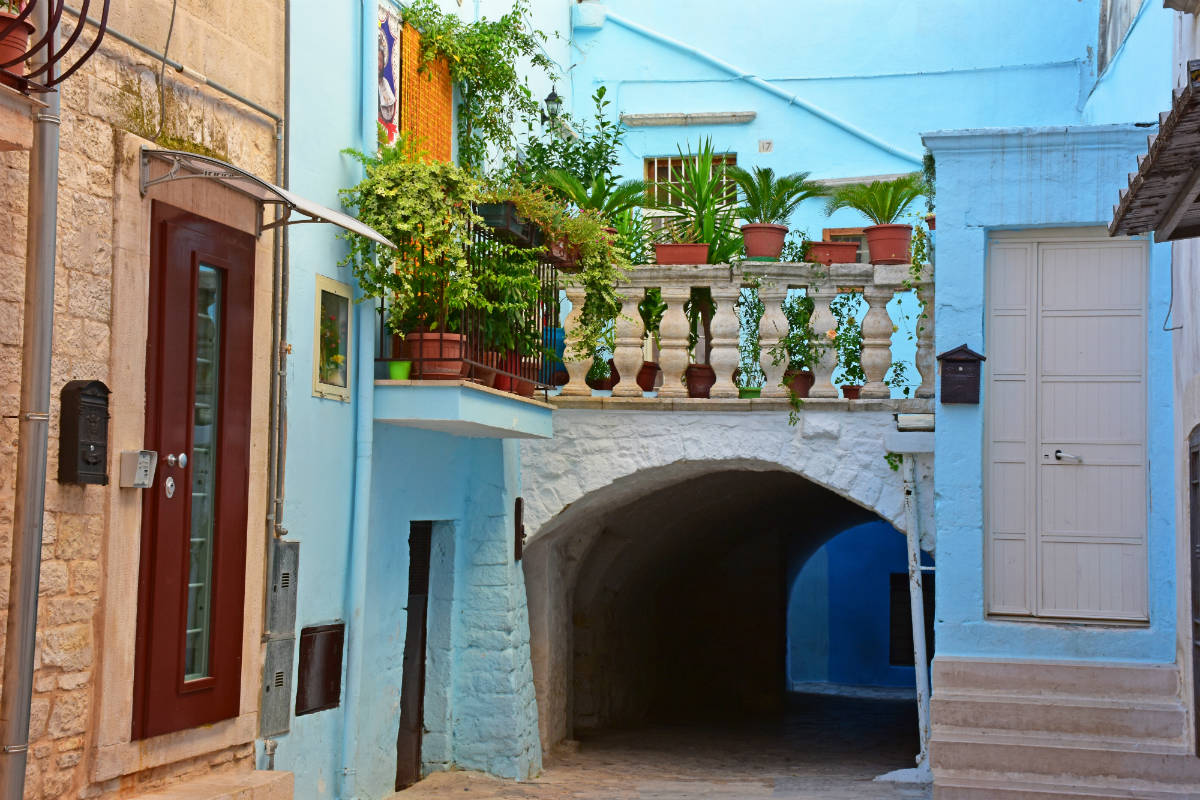
Arco delle Ombre
Secondo una leggenda antica l'arco era dimora di fantasmi, che transitavano ininterrottamente al suo interno. Tale credenza deriva dal fatto che, quando ancora non vi era la pubblica illuminazione e si transitava con i lumi e le candele, osservando l'arco da lontano, le ombre delle sagome di chi vi transitava dava l'impressione della presenza di fantasmi. L'arco delle ombre è oggi uno degli unici monumenti ancora ricoperti d'azzurro.
Arco Madonna di Costantinopoli

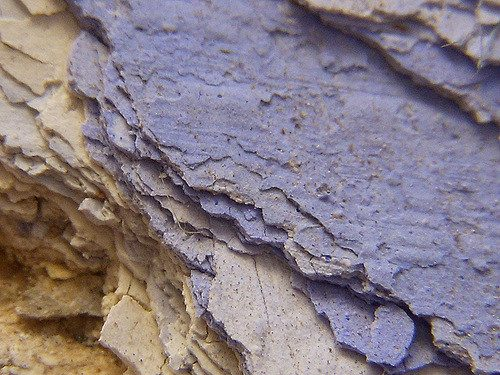
Casamassima, tracce di azzurro

Sotto l’arco in via Santa Chiara appare l’affresco seicentesco della Madonna di Costantinopoli, al cui mantello si è ispirato il Duca Vaaz per dipingere il borgo di azzurro, quale voto per aver salvaguardato il popolo dalla peste. Da qui si è vicini all'antico rione Scesciola.
Rione Scesciola

Particolarissimo rione, dall’affascinante nome arabo Shawash’ala ("labirinto") e dove l’azzurro comincia a trapelare dai muri con le sue suggestive stratificazioni. È un rione di piccole case contadine caratterizzate da un locale a piano terra (sottano), un locale al piano rialzato (soprano) e raggiungibile da una scala esterna in pietra, detta vignale. Ai lati dell’unica finestra vi troviamo delle mensole a sbalzo per sostenere un’asse di legno per essiccare fichi o altro.

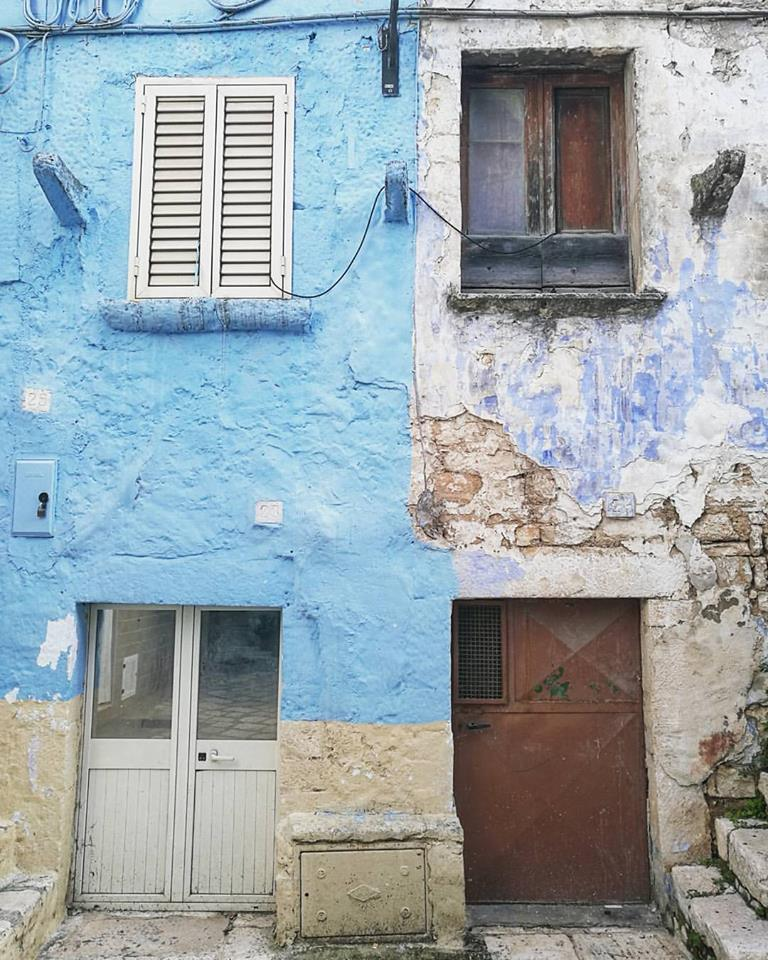
Via Scesciola

Via Paliodoro e Chiasso Bongustai
Via Paliodoro e Chiasso Bongustai sono gli scorci più amati e più fotografati del paese azzurro. Via Paliodoro è la strada più azzurra del borgo con le numerose case contadine in gran parte ristrutturate ed abbellite da fiori e oggetti della tradizione. Numerose targhe indicano un riconoscimento al miglior recupero da parte della Pro Loco. Scendendo per la caratteristica via Sacramento, ci inoltriamo in Chiasso Bongustai: un chiasso tra i più suggestivi, in cui vi era l’antico forno del Duca. Oggi è tutto dipinto di celeste e tale colorazione rende il luogo particolarmente attrattivo.
Casa del poeta Nazariantz.
Hrand Nazariantz è un poeta armeno vissuto a Casamassima.

### Architetture militari
Cimitero militare polacco di Casamassima "Korpusu"
Nei pressi della Strada statale 100 si erge il cimitero militare polacco, luogo di sepoltura di 429 soldati polacchi caduti nella seconda guerra mondiale o deceduti all'interno del più grande complesso sanitario polacco di tutto il Meridione che il 2º Corpo Militare stabilì nel centro di Casamassima.

### Bosco di Marcedd
Il bosco di Marcedd (o bosco di Marcello) è la più grande area verde del paese; è ricco di elementi paesaggistici e di percorsi naturalistici e cicloturistici unici. Si trova a circa tre chilometri a sud-est del centro abitato, nelle vicinanze della masseria Uaciduzzo-Paglia Arsa e nell'alveo di Lama San Giorgio. Parzialmente condiviso con il comune di Sammichele di Bari.
L'area anticamente era il letto di un fiume che partiva dal monte Sannace di Gioia del Colle ed è caratterizzata dalla presenza di macchia bassa e rada, con gruppi di essenze per lo più arbustive: il lentisco, la fillirea e la calicotome spinosa, cui si associano la quercia coccifera, l'olivastro, l'osiride, l'asparago, il tè siciliano, il cisto di Montpellier e il perastro. Raramente è possibile trovare degli esemplari di fragno e roverella.
Molto più ricchi di specie sono i percorsi sub steppici del bosco e caratterizzati per lo più dalla presenza di graminacee, annuali e perenni, di diverse specie. Tra le graminacee si ricorda la Stipa austroitalica, specie considerata prioritaria dalla direttiva Habitat dell'Unione Europea. Il bosco di Marcedd rientra in un progetto per la realizzazione di una riserva naturale regionale.

## Società

### Evoluzione demografica
Abitanti censiti

### Etnie e minoranze straniere
Gli stranieri residenti a Casamassima al 31 dicembre 2019 erano 729, pari al 2,03% della popolazione complessiva. Le comunità più numerose sono:
- Cina 357
- Romania 71
- Georgia 59
- Pakistan 25

### Tradizioni e folclore
Pentolaccia casamassimese
Nel 1977 durante una festa carnascialesca una pentolaccia fu la protagonista della manifestazione e dalla successiva edizione un gruppo di artisti fece nascere la prima associazione casamassimese di carristi e di artisti della cartapesta: l'associazione U Car. La Pentolaccia cominciò ed essere conosciuta a livello regionale grazie alle sfilate di carri allegorici, alle esibizioni di scuole di danza, gruppi mascherati e ospiti speciali nel primo weekend di Quaresima. La manifestazione è insignita dal 2012 della Medaglia dell'Alto Patronato del Presidente della Repubblica Italiana e dal 2016 fa parte dei Carnevali Storici del Ministero per i beni e le attività culturali.
Corteo Storico Corrado IV di Svevia
L'evento si svolge solitamente nella seconda domenica di ottobre e rievoca un episodio storico realmente avvenuto nell’aprile del 1252, documentato da una pergamena originale conservata nell’Archivio Storico della Biblioteca di Bari. Corrado IV di Svevia, figlio ed erede legittimo dell’Imperatore Federico II di Svevia, attraversò la terra di Casamassima e restituì il feudo a Roberto da Casamaxima, al cui padre Giovanni era stato tolto da Federico II. Alla rievocazione storica prendono parte quattrocento figuranti con abiti medievali che sono accompagnati da artisti di strada, sbandieratori, musici, danzatrici, mangiafuoco, cavalieri, giocolieri e teatranti. L'evento si svolge sotto gli auspici della Presidenza della Repubblica, dei Consolati Onorari a Bari della Repubblica Federale di Germania e del Regno del Belgio, fregiandosi di due medaglie del Presidente della Repubblica Italiana.

## Festività

### Scuole
Due circoli didattici, due scuola secondaria di primo grado e un istituto superiore intitolato al poeta armeno Hrand Nazariantz.

### Università
Presso il Baricentro è ubicata la sede centrale dell'università LUM - Libera Università Mediterranea.

### Teatro
Casamassima vantava di uno spazio culturale degno di nota, l'ex Cinema Teatro Augusto, abbattuto per costruire nuove abitazioni. Le opere e le rassegne teatrali sono organizzate dalla locale associazione teatrale "ACCA (Associazione Culturale Casamassimese Apulia)" e messe in scena presso il Laboratorio Urbano "Officine UFO", situato in via Amendola all'interno dell'ex-pretura.

### Cinema
A Casamassima sono stati girati film, fiction e cortometraggi:
- Il segno di zorro (film 1963)
- Uerra (2009), cortometraggio premiato come "miglior cortometraggio internazionale"
- Pietro Mennea - La freccia del Sud (2015), fiction Rai 1
- Nel film "La banda degli onesti", Totò (che interpreta il portiere del palazzo, Antonio Buonocore) cita in un cameo la città di Casamassima, quando nel riporre le buste di posta nelle cassette dei condomini dice tra sé e sé :"Altobelli... Casamassima". L'ester egg è ben presto spiegato: Renato Altobelli, proiezionista di un cinema a Bari ed in seguito affermatosi come fotografo del paese di Casamassima, era un grande amico di Totò, il quale aveva deciso di citarlo in questa originale maniera
- Liberi di scegliere (2018), fiction Rai 1
- Ricchi di fantasia (2018) di Francesco Miccichè con Sergio Castellitto, Sabrina Ferilli, Valeria Fabrizi, Matilde Gioli, Antonio Catania;
- Latrin Lover (2019), web serie con Ninni Di Lauro e Piero Bagnardi

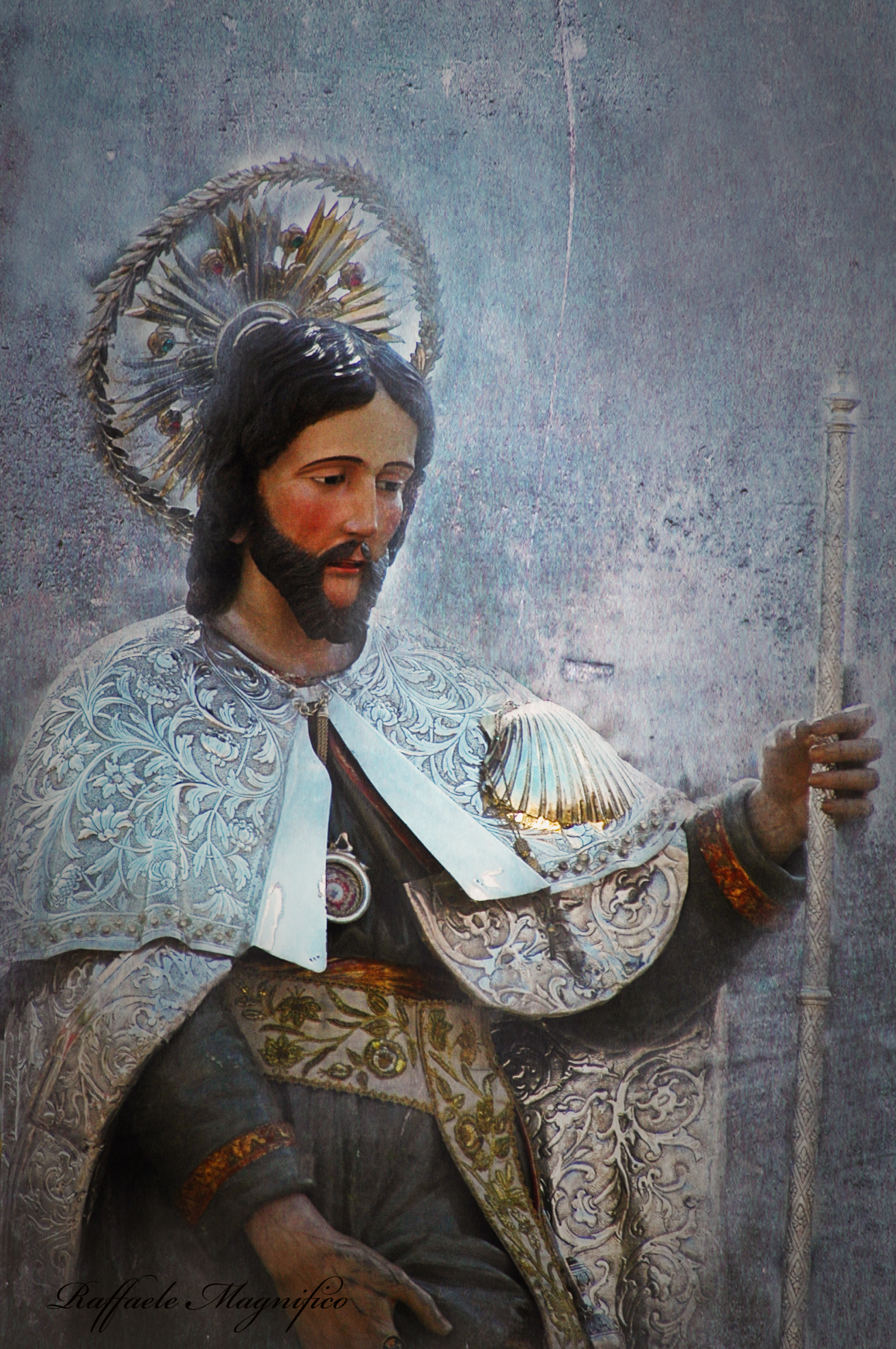
San Rocco e il suo mantello d'argento

### Eventi

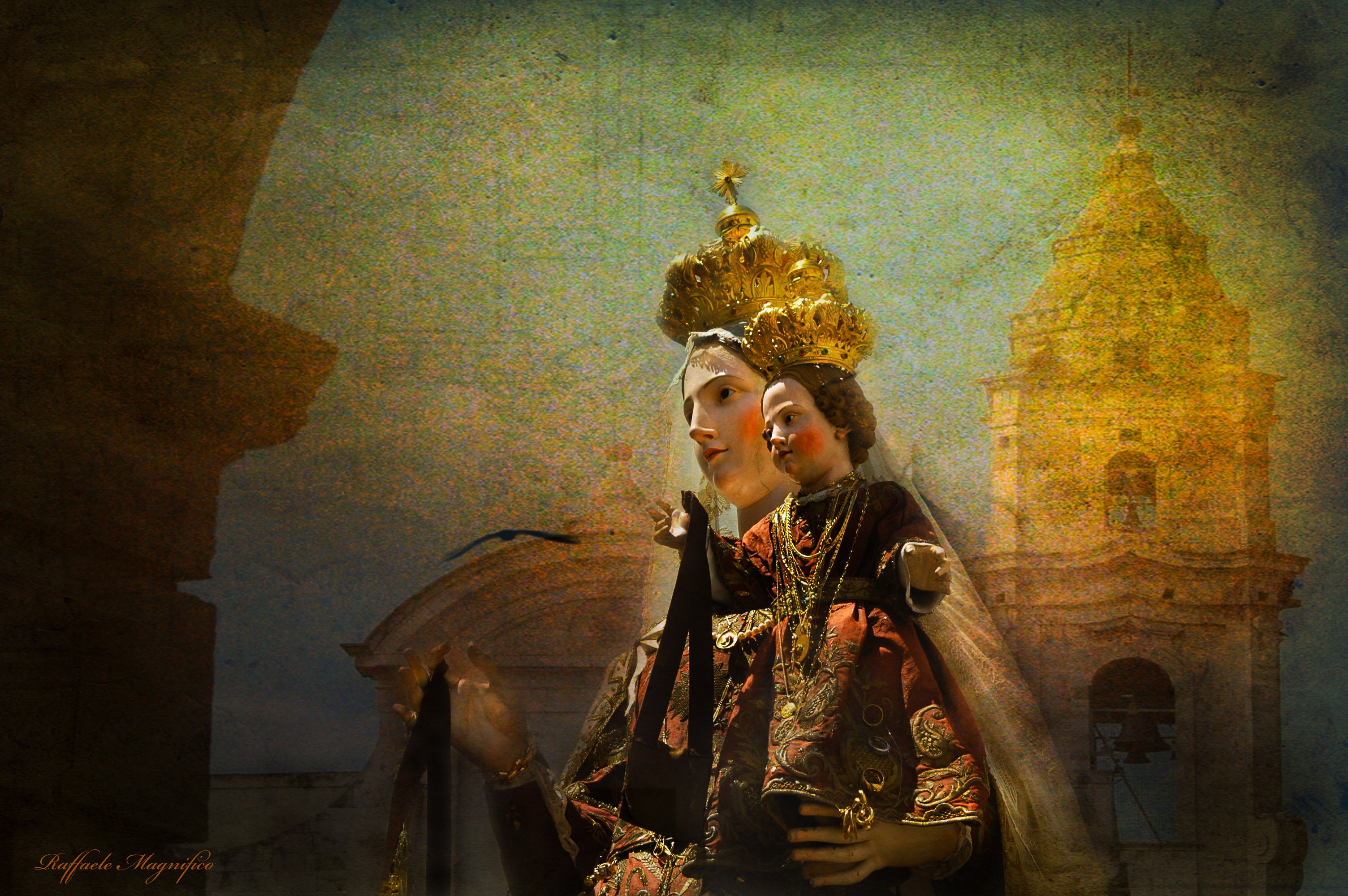
La Madonna del Carmine vista da Porta Orologio, con alle spalle la Chiesa del Purgatorio

Casamassima ha due patroni: Nostra Signora del Monte Carmelo, che si festeggia l'ultima domenica di luglio, e san Rocco, che si festeggia la seconda domenica di settembre. La statua del santo viene portata in processione con un ricco mantello di argento donato dai casamassimesi emigrati e ricoperto di gioielli in oro, donati di anno in anno dai devoti per grazia richiesta o ricevuta. Coincidendo la festa con i giorni iniziali dell'anno scolastico, c'è un detto che recita: "A san Rocco lascia la palla e prendi il fiocco", riferito a come si debba lasciare i giochi (simboleggiati dalla palla), per rimettersi il fiocco (tipico dei grembiuli scolastici del XX secolo).
Altra tradizione locale è quella delle pupe della quarantana (sette bambole: Anna, Pagano, Rebecca, Susanna, Lazzaro, Palma e Pasqua). Queste sono esposte all'inizio della quaresima poi, ogni domenica di Quaresima, ne viene tolta una fino alla Pasqua.

## Infrastrutture e trasporti
Il centro abitato è raggiungibile agilmente tramite le principali direttrici Bari- Taranto ovvero:
- SS 100 di Gioia del Colle
- SS 172 dei Trulli

### Ferrovie
Il paese è collegato al resto della Puglia tramite la linea ferroviaria delle Ferrovie del Sud Est.
La stazione di Casamassima è posta sulla linea 1 bis Mungivacca-Putignano delle Ferrovie del Sud Est e collega il paese con il capoluogo di Regione e altri comuni limitrofi con treni ogni ora.

### Autobus
È collegata anche con un servizio autobus delle stesse Ferrovie del Sud Est, delle autolinee Miccolis, autolinee Mastrorocco e Sabato Viaggi.
Inoltre è collegata anche con città europee tramite le autolinee Marino e con le altre regioni con le autolinee Marozzi e GBS.

## Amministrazione
Di seguito è presentata una tabella relativa alle amministrazioni che si sono succedute in questo comune.
| Periodo           | Periodo           | Primo cittadino                   | Partito | Carica              | Note   |
| ----------------- | ----------------- | --------------------------------- | --- | ------------------- | ------ |
| 26 ottobre 1988   | 1º dicembre 1989  | Romano Franco Bardoscia           | Democrazia Cristiana                                                                                              | Sindaco             | [ 20 ] |
| 1º dicembre 1989  | 8 giugno 1993     | Domenico Antonio Orofino          | Democrazia Cristiana                                                                                              | Sindaco             | [ 20 ] |
| 8 giugno 1993     | 28 aprile 1997    | Maria Paola Susca Bonerba Pierini | - | Sindaco             | [ 20 ] |
| 28 giugno 1997    | 14 maggio 2001    | Maria Paola Susca Bonerba Pierini | sinistra | Sindaco             | [ 20 ] |
| 14 maggio 2001    | 7 ottobre 2002    | Giuseppe Emilio Carelli           | centro-destra | Sindaco             | [ 20 ] |
| 18 novembre 2002  | 27 maggio 2003    | Rosa Maria Padovano               | | Comm. straordinario | [ 20 ] |
| 10 giugno 2003    | 13 aprile 2008    | Domenico Vito De Tommaso          | centro-sinistra                                                                                                   | Sindaco             | [ 20 ] |
| 29 aprile 2008    | 30 novembre 2010  | Domenico Vito De Tommaso          | centro-sinistra                                                                                                   | Sindaco             | [ 20 ] |
| 30 dicembre 2010  | 17 giugno 2011    | Cinzia Carreri                    | | Comm. straordinario | [ 20 ] |
| 31 maggio 2011    | 12 settembre 2014 | Domenico Birardi                  | La Puglia prima di tutto, UDC, PDL, Nuovo PSI, Movimento politico Schittulli, Libertà e Autonomia Noi Sud - altri | Sindaco             | [ 20 ] |
| 12 settembre 2014 | 16 giugno 2015    | Alfonso Magnatta                  | | Comm. straordinario | [ 20 ] |
| 16 giugno 2015    | 31 luglio 2017    | Vito Cessa                        | Realtà Italia, lista civica Vito Cessa per Casamassima, SEL, lista civica Libera Casamassima, PD                  | Sindaco             | [ 20 ] |
| 1º agosto 2017    | 24 giugno 2018    | Aldo Aldi                         | | Comm. straordinario | [ 20 ] |
| 24 giugno 2018    | 5 giugno 2023     | Giuseppe Nitti                    | Liste civiche | Sindaco             | [ 20 ] |
| 5 giugno 2023     | in carica         | Giuseppe Nitti                    | Liste civiche | Sindaco             | [ 20 ] |

### Gemellaggi
- Jelcz-Laskowice, dal 2012[senza fonte]
- Chefchaouen, dal 2019[senza fonte]

## Sport
La principale squadra calcistica del paese ha sempre militato in campionati di livello dilettantistico.